# Solenopsis orbula
Solenopsis orbula é uma espécie de formiga do gênero Solenopsis, pertencente à subfamília Myrmicinae.